# Irlanda en los Juegos Olímpicos de Salt Lake City 2002
Irlanda estuvo representada en los Juegos Olímpicos de Salt Lake City 2002 por un total de 6 deportistas que compitieron en 4 deportes.  
La portadora de la bandera en la ceremonia de apertura fue la esquiadora alpina Tamsen McGarry. El equipo olímpico irlandés no obtuvo ninguna medalla en estos Juegos.